# 6250 Saekohayashi
6250 Saekohayashi è un asteroide della fascia principale. Scoperto nel 1991, presenta un'orbita caratterizzata da un semiasse maggiore pari a 1,9327110 UA e da un'eccentricità di 0,0711211, inclinata di 19,78891° rispetto all'eclittica.